# Scelida flaviceps
Scelida flaviceps är en skalbaggsart som först beskrevs av Horn 1893.  Scelida flaviceps ingår i släktet Scelida och familjen bladbaggar. Inga underarter finns listade i Catalogue of Life.